# 5485 Kaula
5485 Kaula este un asteroid din centura principală de asteroizi.

## Descriere
5485 Kaula este un asteroid din centura principală de asteroizi. A fost descoperit pe 11 septembrie 1991 la Observatorul Palomar de Henry E. Holt. El prezintă o orbită caracterizată de o semiaxă mare de 2,73 ua, o excentricitate de 0,11 și o înclinație de 3,3° în raport cu ecliptica.